# Sven-Agne Larsson
Sven-Agne Larsson, född 6 oktober 1925 i Göteborg, död 5 januari 2006, var en svensk fotbollsspelare och senare en framstående fotbollstränare, bland annat guldtränare i Åtvidabergs FF. Han är också känd som en av grundarna av fotbollsklubben BK Häcken.
Larsson var som 15-åring med och grundade BK Häcken, och spelade själv i laget 1940–1955. Sven-Agne Larsson verkade i tre omgångar som tränare för Örgryte IS. Han ledde bland annat tillbaka laget till Allsvenskan 1980.
I stadsdelen Tolered, nära Wieselgrensplatsen, i Göteborg namngavs den 29 maj 2013 Sven-Agne Larssons Väg.

## Tränaruppdrag
- BK Häcken (1958-1959)
- Örgryte IS (1961-1963, 1966-1970, 1979-1982)
- Åtvidabergs FF (1971-1972)
- Halmstads BK (1973-1975)
- Kiruna FF (1976)
- Hamarkameratene (1984-1985)